# Homoscarta ecuadoriana
Homoscarta ecuadoriana är en insektsart som beskrevs av Schmidt 1928. Homoscarta ecuadoriana ingår i släktet Homoscarta och familjen dvärgstritar.
Artens utbredningsområde är Ecuador. Inga underarter finns listade i Catalogue of Life.